# 竇賓
窦宾（？—248年），字力延，漢大鴻臚竇章之孫，竇統之子，三国时鲜卑没鹿回部大人。
西部鲜卑拓跋部内乱，拓跋力微来投靠窦宾。窦宾赏识拓跋力微，想要分封国土之半给予力微，力微不接受，窦宾因此将女儿窦氏嫁给力微。力微又请求率领所部北居长川，十数年后，因治理有方，旧有部众都来归附。248年窦宾去世，临终叮嘱自己的儿子窦速侯、窦回题善待拓跋力微。窦速侯、窦回题密谋杀拓跋力微。拓跋力微得知後，晨起以佩刀杀死了妻子窦氏，派人去给窦速侯、窦回题报称妻子暴病身亡。窦速侯、窦回题赶来後，都被拓跋力微杀掉。